# Leucothrix pacifica
Espèce
Leucothrix pacifica est une des espèces du genre bactérien Leucothrix de la famille des Thiotrichaceae. Elle a été isolée dans le sud de l'Océan Pacifique.

## Description
Leucothrix pacifica est une bactérie à Gram négatif, strictement aérobie, non flagellée, non glissante, oxydase et catalase positive, pigmentée en blanc et en forme de bâtonnet.
Au laboratoire, sa croissance optimale se situe à 28 °C en présence de 2 % (w/v) de NaCl, à pH 8.0.

## Taxonomie

### Étymologie
Son étymologie est la suivante : Leu'co.thrix Gr. adj. leucus signifiant clair, léger; Gr. n. thrix trichis cheveux; M. L. fem. n. Leucothrix chevelure incolore pour le nom de genre et pa.ci’fi.ca. L. fem. adj. pacifica en paix, faisant référence à l'Océan Pacifique, pour l'épithète,. Le nom a été déclaré publié de manière valide par l'ICSP selon le code de nomenclature bactérienne.

### Taxonomie
Décrit depuis 1844, le genre Leucothrix ne comptait qu'une seule et unique espèce, l'espèce type Leucothrix mucor jusqu'à la découverte de l'espèce Leucothrix pacifica. La souche type, XH122, a été isolée des eaux de surface dans le Gyre subtropical du Pacifique sud.